# Station Tarnowskie Góry Lasowice
Station Lasowice is een spoorwegstation in de Poolse plaats Tarnowskie Góry.